# Rattenberg (Austria)
Rattenberg es una localidad del distrito de Kufstein, en el estado de Tirol, Austria, con una población estimada a principio del año 2018 de 411 habitantes. 
Se encuentra ubicada al noreste del estado, al este de la ciudad de Innsbruck —la capital del estado—, en el valle del río Eno y cerca de la frontera con Alemania (estado de Baviera), al norte.

## Galería

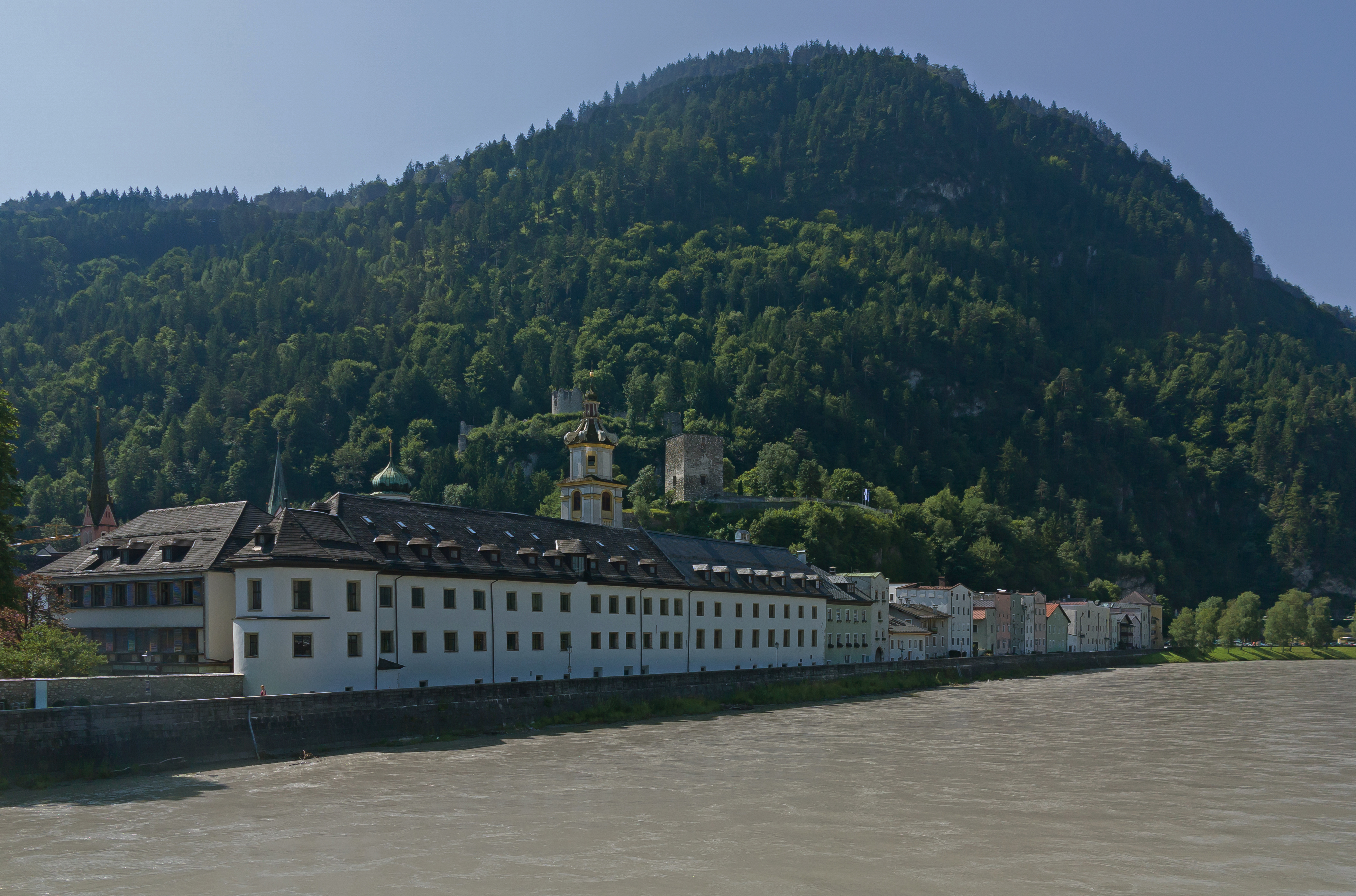
Vista de la ciudad con el antiguo monasterio y la torre de iglesia
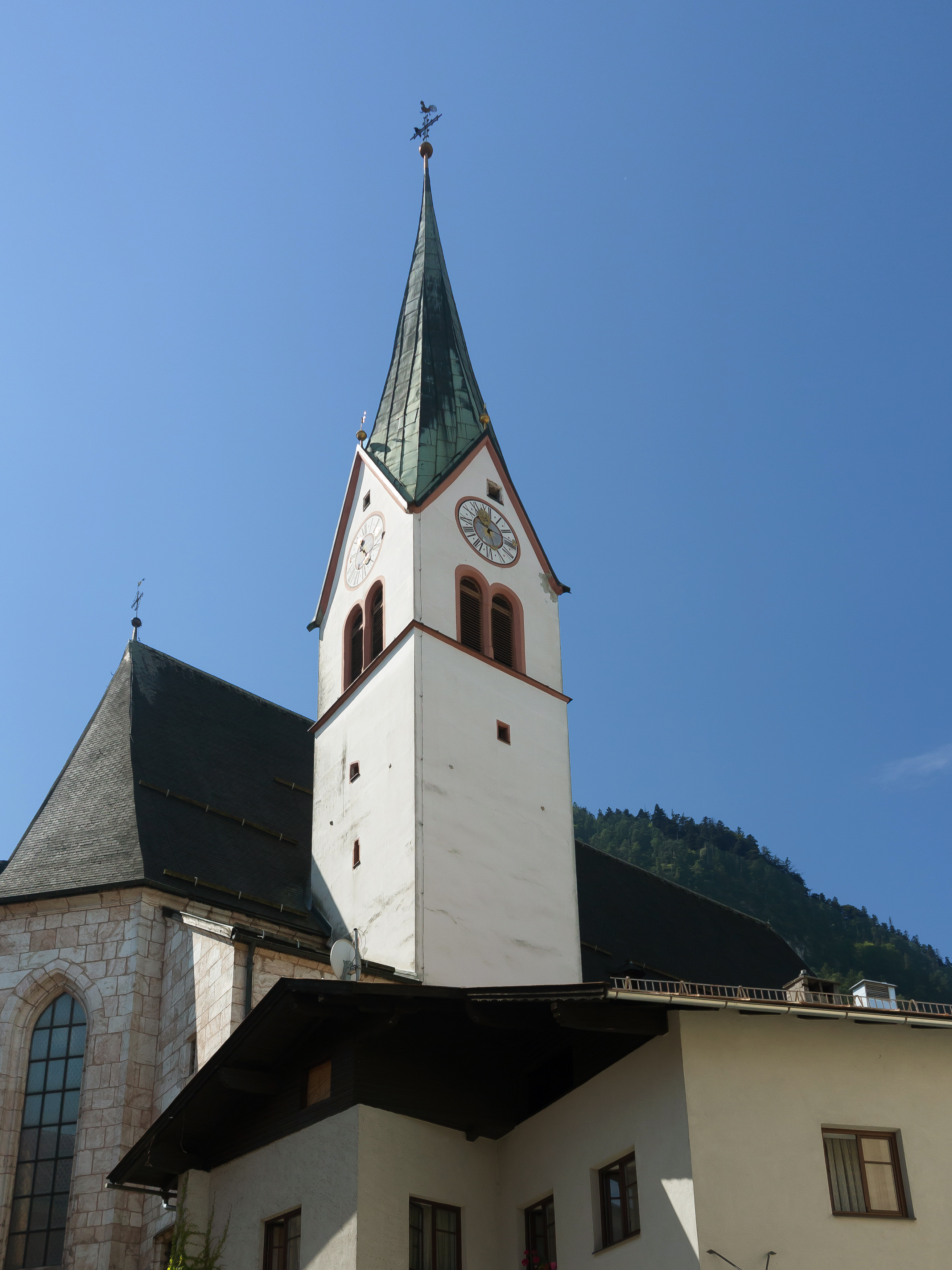
La torre de la iglesia catolica (Pfarrkirche Sankt Virgil)
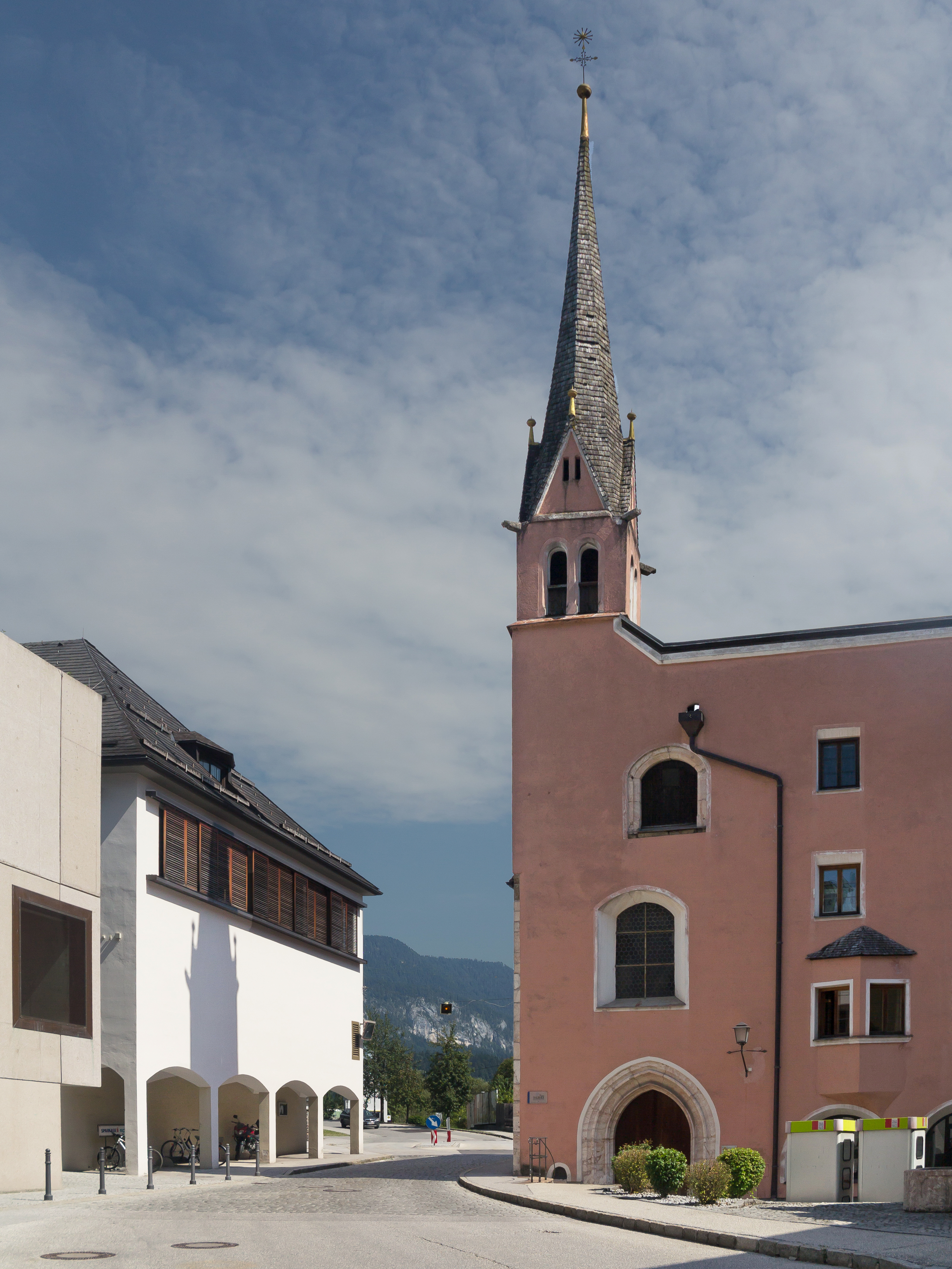
La iglesia: Spitalkirche Heilige Geist
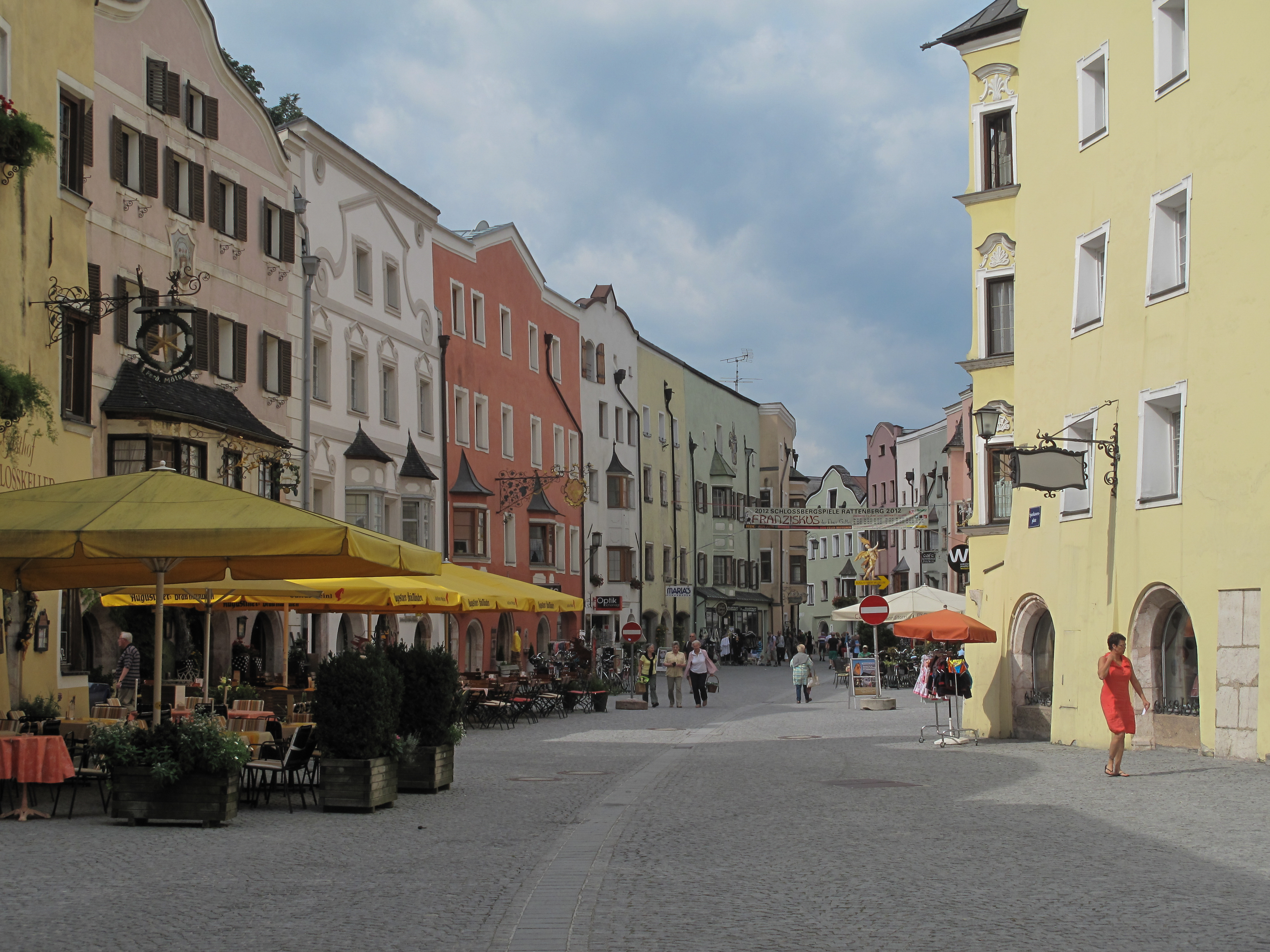
Vista de la calle: Haussauerstrasse